# Asa Grover

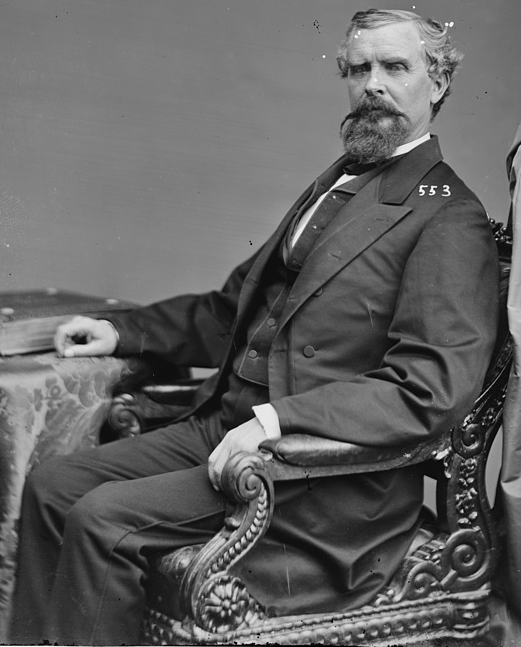
Asa Grover

Asa Porter Grover (* 18. Februar 1819 bei Phelps, Ontario County, New York; † 20. Juli 1887 in Georgetown, Kentucky) war ein US-amerikanischer Politiker. Zwischen 1867 und 1869 vertrat er den Bundesstaat Kentucky im US-Repräsentantenhaus.

## Werdegang
Asa Grover besuchte die öffentlichen Schulen seiner Heimat. Im Jahr 1837 kam er nach Kentucky; dort besuchte er das Centre College in Danville. Anschließend unterrichtete er selbst als Lehrer. Nach einem Jurastudium und seiner 1843 erfolgten Zulassung als Rechtsanwalt begann er in Owenton in diesem Beruf zu praktizieren. Politisch wurde er Mitglied der Demokratischen Partei. Zwischen 1857 und 1865 gehörte er dem Senat von Kentucky an. Im Jahr 1863 war er Delegierter auf dem regionalen Parteitag der Demokraten in Kentucky.
Bei den Kongresswahlen des Jahres 1866 wurde Grover im fünften Wahlbezirk von Kentucky in das US-Repräsentantenhaus in Washington, D.C. gewählt, wo er am 4. März 1867 die Nachfolge von Lovell Harrison Rousseau antrat. Bis zum 3. März 1869 absolvierte er eine Legislaturperiode im Kongress. Seit 1865 war die Arbeit des Parlaments von den Spannungen zwischen der Republikanischen Partei und Präsident Andrew Johnson überschattet, die in einem nur knapp gescheiterten Amtsenthebungsverfahren gipfelten.
Nach seiner Zeit im US-Repräsentantenhaus arbeitete Asa Grover wieder als Anwalt. Seit 1881 war er in Georgetown ansässig; dort ist er am 20. Juli 1887 auch verstorben.